# Bouchared
Bourached (em árabe: بوراشد) é uma cidade localizada na província de Aïn Defla, no norte da Argélia. Sua população era de 29 680 habitantes, em 2008.